# Ramil Safarov

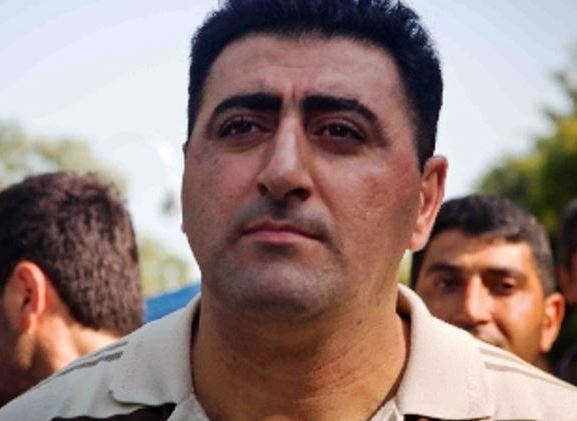

Ramil Safarov oglu Sahib (en azerí: Ramil Sahib oğlu Səfərov, nacido el 25 de agosto de 1977) es un militar azerí. En 2004, mientras participaba en un curso de estudios patrocinado por la OTAN en Budapest como teniente del ejército de Azerbaiyán, asesinó con un hacha al teniente del ejército armenio Gurgen Margaryan.
En 2006, Safarov fue condenado a cadena perpetua por el asesinato de Margaryan en Hungría. Mediante la aplicación del artículo 12 del Convenio sobre la Transferencia de Personas Sentenciadas, fue extraditado el 31 de agosto de 2012 a Azerbaiyán, donde fue indultado por el presidente de Azerbaiyán, Ilham Aliyev, y  ascendido de rango militar. En consecuencia Armenia cortó relaciones diplomáticas con Hungría y se incrementaron las tensiones diplomáticas entre Armenia y Azerbaiyán.